# Lee In-pyo
Lee In-pyo (이인표?; Seul, 8 marzo 1943) è un ex cestista e allenatore di pallacanestro sudcoreano.

## Carriera
Da giocatore con la Corea del Sud ha disputato i Giochi di Città del Messico 1968 e i Campionati del mondo del 1970.
Da allenatore ha guidato la Corea del Sud ai Campionati del mondo del 1994.